# Przygłów

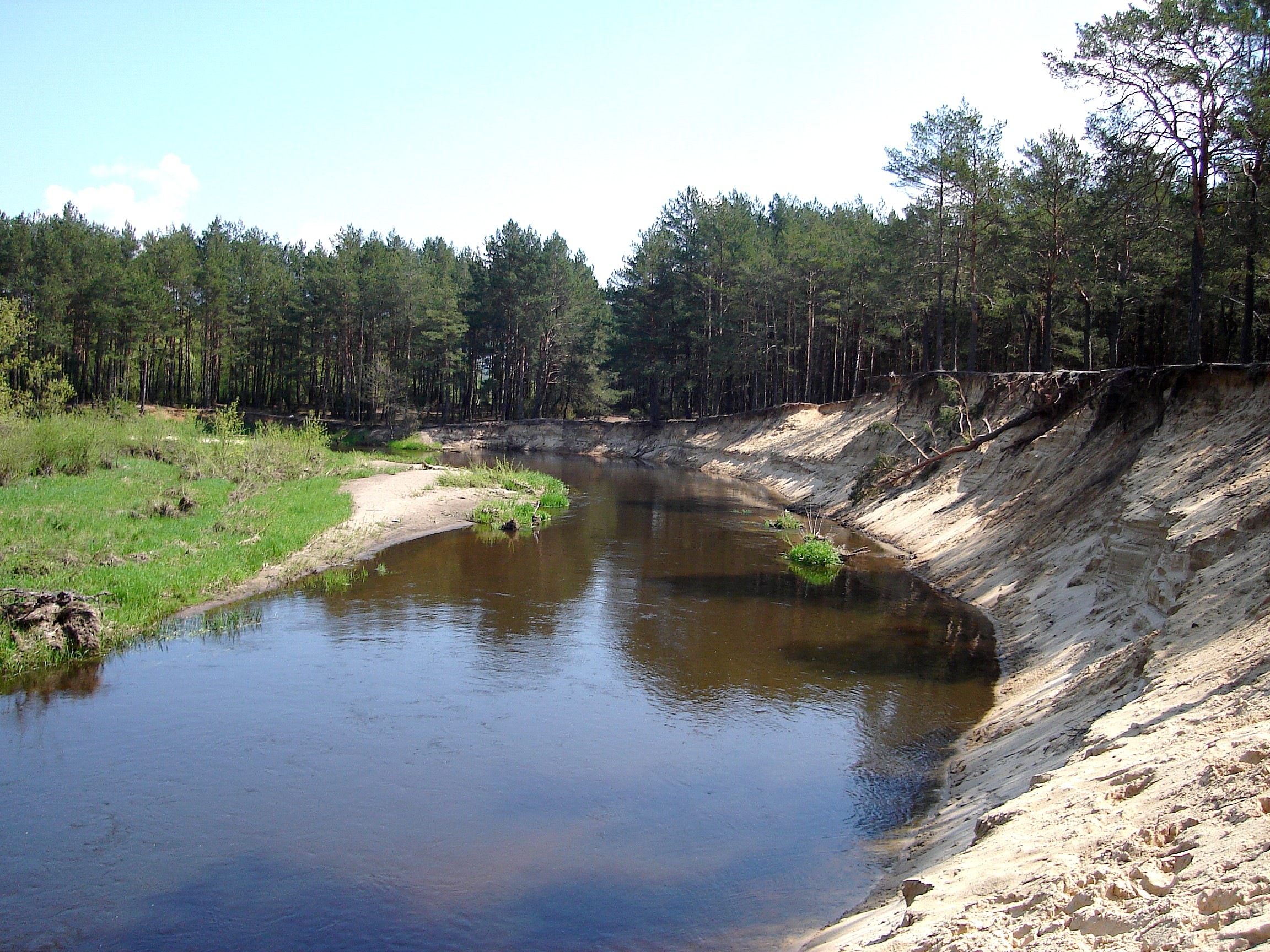
Przygłów, der Fluss Luciąża

Przygłów ist ein Dorf in Polen, gelegen in der Woiwodschaft Łódź, im Powiat Piotrkowski, in der Gemeinde Sulejów. Von 1975 bis 1998 gehörte der Ort administrativ zur Woiwodschaft Piotrków. Das Dorf liegt an den Flüssen Luciąża und Strawa. In der Nähe befindet sich der Sulejowski-Stausee.
Im Jahr 2021 zählte Przygłów 1.031 Einwohner.

## Geschichte
Die ersten Erwähnungen von Przygłów stammen aus dem 13. Jahrhundert, als das Dorf den Zisterziensern des nahegelegenen Klosters in Sulejów gehörte. In den folgenden Jahrhunderten wechselte das Dorf mehrmals den Besitzer und befand sich unter der Herrschaft verschiedener Adelsfamilien wie der Familien Sulejowski, Radziwiłł und Potocki.

## Verkehr

### Straßenverkehr
Przygłów ist an die Droga krajowa 74 angeschlossen.

### Schienenverkehr
Die nächste Eisenbahnlinie in der Nähe von Przygłów befindet sich in Piotrków Trybunalski, das etwa 12 km entfernt ist. Piotrków Trybunalski verfügt über eine gut ausgebaute Bahninfrastruktur und einen Bahnhof, der sowohl regionale als auch Fernverbindungen bedient.

### Luftverkehr
Der nächstgelegene Flughafen in der Nähe von Przygłów ist der Władysław-Reymont-Flughafen Łódź, der etwa 60 km nordwestlich von Przygłów liegt.

## Persönlichkeiten
Mit Przygłów sind verbunden:
- Jerzy Fuchs (1920–1942), ein polnischer Maler jüdischer Herkunft
- Seweryna Szmaglewska (1916–1992), polnische Schriftstellerin

## Sport
In der Gemeinde gibt es einen Fußballverein, der am 29. September 2003 unter dem Namen Luciążanka gegründet wurde. Seit seiner Gründung spielt er in der Piotrków-Klasse B.